# Miroslava Hustáková
Miroslava Hustáková (* 8. června 1966) je česká právnička. Má advokátní kancelář v Bruntále s pobočkou v Praze, zabývá se i legislativním poradenstvím.

## Život
Pochází z Ostravy-Nové Bělé, před nástupem na vysokou školu absolvovala Gymnázium Františka Hajdy v Ostravě-Hrabůvce. Je absolventkou právnické fakulty Univerzity Jana Evangelisty Purkyně (dnes Masarykova univerzita), kde již při absolutoriu dosáhla titulu doktora práv. Poté nastoupila jako justiční čekatelka na Okresní soud v Bruntále, kde následně působila jako soudkyně. Od roku 1998 je advokátkou v Bruntále s pobočkou v Praze.
Miroslava Hustáková žije od roku 1988 v obci Malá Morávka na Rýmařovsku.
Přestože se politického života v pozici političky dosud neúčastnila, ve volbách do Senátu PČR v roce 2010 kandidovala jako nezávislá kandidátka v obvodu č. 64 – Bruntál. Získala 11,70 % hlasů, přičemž skončila na 4. místě za kandidáty ČSSD, ODS a KDU-ČSL.
Ve volbách do Senátu PČR v roce 2022 byla navržena stranou Trikolora jako kandidátka v obvodu č. 64 – Bruntál, kde kandidovala již v roce 2010. Se ziskem 9,08 % hlasů skončila na 3. místě, a nebyla tak zvolena.
Veřejně se vyjadřuje kriticky k EU a členství ČR v NATO. Důvody, proč kandiduje do Senátu shrnula v rozhovoru v Parlamentních listech ze dne 13. 7. 2022.